# DB Schenker
DB Schenker er en logistik- og shippingvirksomhed. De udfører forskellige logistikopgaver indenfor luft-, land-, sø- og kontraktlogistik. Virksomheden Stinnes blev overtaget af Deutsche Bahn i 2002 og siden 2007 har DB Schenker eksisteret.
DSV har opkøbt DB Schenker for 107 milliarder kroner, meddeltes det den 13. september 2024, men overtagelsen afventer godkendelser fra myndighederne indtil andet kvartal i 2025. DSV's aktie steg allerede i løbet af ugen som tegn på den snarlige handel.